# Helichrysum kilimanjari
Espèce
Classification phylogénétique
Helichrysum kilimanjari est une espèce de plante à fleurs du genre Helichrysum et de la famille des Asteraceae. Appelée localement Sulubei, cette hélichryse est endémique des pelouses montagnardes du Kilimanjaro.
C'est une plante vivace herbacée. Plus précisément, elle se développe au sein des pelouses à Erica arborea. Cette zone froide à la terre acide se situe sur le Kilimandjaro à plus de 2 700 mètres d'altitude et jusqu'à 4 000 mètres. Elle ne contient pas de grands arbres. La partie la plus basse de cette zone est couverte d'épais coussins de bruyère arborescente qui créent des effets de couleurs suggestifs. Les plantes les plus singulières de cette zone sont les géants Dendrosenecio kilimanjari et les Lobelia deckenii qui croissent jusqu'à trois mètres de hauteur. D'autres espèces accompagnent Helichrysum kilimanjari : Hypericum revolutum à petites fleurs jaunes, liliacea Kniphofia thomsonii, Gladiolus watsonioides à fleurs roses saumon, orchidea Disa stairsii, aux beaux épis roses intenses, Anemone thomsonii, Ranunculus oreophylus, Scabiosa columbaria, Anthospermum usambarensis, buissons, cyprès à fleurs blanches et Stoebe kilimandscharica.